# Diostrombus mkurangai
Diostrombus mkurangai är en insektsart som beskrevs av Wilson 1987. Diostrombus mkurangai ingår i släktet Diostrombus och familjen Derbidae. Inga underarter finns listade i Catalogue of Life.